# Colossendeis stramenti
Colossendeis stramenti är en havsspindelart som beskrevs av Fry, W.G. och J.W Hedgpeth 1969. Colossendeis stramenti ingår i släktet Colossendeis och familjen Colossendeidae. Inga underarter finns listade i Catalogue of Life.